# 河野進
河野 進（こうの すすむ、1904年9月1日 - 1990年11月2日）は、日本の詩人。通称「玉島の良寛さま」。

## 経歴
和歌山県生まれ。満州教育専門学校、神戸中央神学校で学ぶ。玉島教会において牧師となる。賀川豊彦より、岡山ハンセン病療養所での慰問伝道をすすめられ、50年以上たずさわる。インド救ライセンター設立の運動、またマザー・テレサに協力する「おにぎり運動」に尽力する。日本基督教団玉島教会名誉牧師、日本キリスト教救ライ教会理事、社会福祉法人恵聖会(養護施設岡山県立玉島学園、保育施設富田保育園)理事長を務めた。「聖良寛文学賞」を受賞。1976年勲五等瑞宝章受章。

長島愛生園でキリスト教伝道活動を行った関係で光田健輔と繋がりが深く、光田の人柄を称えた詩「破片」を作っている。また、光田からも「私の死後経済問題に関しては玉島市に住居して居られる河野進先生にご一任致します」と遺言書に記されるほどであった。

## 著作
- 「十字架を建てる」(1938年、ともしび社)
- 「祈りの塔」(1949年、河野医院)
- 「雑草のような母」(1959年、大島青松園慰安会)
- 「母の詩」（1980年、柏樹社）
- 「おにぎりの詩」（1981年、柏樹社）
- 「万華鏡」（1983年、聖恵授産所出版部）
- 「カナの婚宴の葡萄酒」（1984年、聖恵授産所出版部）
- 「母よ、幸せにしてあげる」（1986年、聖恵授産所出版部)
- 「河野進詩集」（1988年、櫂歌書房）
- 「今あなたは微笑んでいますか」（1991年、聖恵授産所出版部）
- 「ぞうきん」（2013年、幻冬舎）
- 「河野進詩集」（1988年発行の同書の四六判）（2016年、櫂歌書房）